# Елтон Џон
Сер Реџиналд Кенет Двајт (енгл. Sir Reginald Kenneth Dwight), познатији као Елтон Џон (енгл. Elton Hercules John; Пинер, 25. март 1947) је енглески певач, текстописац, композитор и пијаниста. С текстописцем Бернијем Топином почео је да сарађује 1967; заједно су створили преко 30 албума од тада до данас. Током своје педесетогодишње каријере, Елтон Џон продао је преко 300 милиона албума, што га чини једним од најуспешнијих музичара по броју проданих дела. Преко 50 дела појавило се на једној или више лествица које бележе 40 најбољих песама, седам албума узастопно рангирано је на прво место америчких музичких лествица, 58 синглова нашло се на Билбордовој лествици Топ 40 (четрдесет најбољих), 27 на Топ 10 (десет најбољих), а четири на другом те девет на првом месту лествица. Барем једна песма увек је била на Билбордовој лествици Хот 100 (сто најбољих) у периоду од 1970. до 2000, односно 31 годину узастопно. Његов сингл „Candle in the Wind 1997”, изнова написан у част преминулој принцези Дијани, продан је у преко 33 милиона примерака, што га чини најпродаванијим синглом у САД и Уједињеном Краљевству. Џон такође компонује музику, продуцира албуме и с времена на време глуми у филмовима. Био је власник фудбалског клуба Вотфорд од 1976. до 1987, те поново од 1997. до 2002. Има почасну титулу доживотног председника клуба, и део стадиона Викариџ Роуд, на којем клуб игра домаће утакмице, именован је 2014. њему у част.
Одрастао је у Пинеру, градићу у северозападном делу Лондона, где је у раном узрасту научио да свира клавир, а са 15 година (1962) основао је групу Bluesology. Упознао је текстописца Бернија Топина 1967, након што су се обојица одазвали на оглас у којем се нудио посао текстописца. Провели су две године пишући песме за друге уметнике, попут певачице Лулу, с тим да је Џон радио као студијски музичар за групе попут The Hollies и The Scaffold. Његов дебитантски албум, Empty Sky, објављен је 1969. Годину дана касније, песма „Your Song”, с његовог другог албума Елтон Џон, појавила се на лествици десет најбољих у Уједињеном Краљевству и Сједињеним Америчким Државама и тиме постала његов први хит-сингл. Након деценије комерцијалног успеха на музичким лествицама, постигао је успех и у мјузиклима, како на Вест Енду у Лондону тако и на Бродвеју у Њујорку, те је компоновао музику за Краља лавова (за филм и мјузикл), Аиду и за мјузикл Били Елиот, направљен по истоименом драмском филму из 2000.
Добитник је многих награда, од којих се истичу следеће: пет Гремија, пет Награда Брит, Оскар, Златни глобус, Тони и награда „Дизни Легенде”. Часопис Ролинг стоун сврстао га је 2009. на списак 100 најутицајнијих музичара ере рокенрола, пласиравши га на 49. меsto. Часопис Билборд прогласио га је најуспешнијим мушким соло уметником на списку Hot 100 Top All-Time Artists (сто најбољих уметника свих времена; свеукупно је на трећем месту, Битлси су на првом, а Мадона на другом). Уврштен је у Дворану славних рокенрола 1994, те је члан Текстописачке куће славних (SHOF) и Британске академије текстописаца, композитора и аутора (BASCA). Орден Британског царства добио је 1996, а Елизабета II доделила му је титулу витеза 1998. као награду за „музичке и добротворне заслуге”. Џон је наступао на разним краљевским догађајима, попут спровода принцезе Дијане у Вестминстерској опатији 1997, концерта Забава у палати 2002. и концерта којим се обележавао дијамантски јубилеј (60 година владавине) Елизабете II испред Бакингемске палате десет година касније.
Крајем 1980-их активирао се око борбе против сиде, отворивши 1992. фондацију „Елтон Џон” за борбу против сиде. Годину дана касније, почео је да води Academy Award Party, једну од забава након Оскара која је с временом постала најпознатија те врсте у холивудској филмској индустрији. Фондација је од свог оснивања до данас сакупила преко 200 милиона долара. Џон, који је за себе првобитно рекао да је бисексуалац 1976, а од 1988. је отворено геј, ступио је у грађанско партнерство с Дејвидом Фернишем 21. децембра 2005, а венчали су се 21. децембра 2014, девет месеци и осам дана након што су истополни бракови озакоњени у Енглеској и Велсу.

## Младост
Елтон Џон је рођен као Реџиналд Кенет Двајт 25. марта 1947, у Пинеру, Мидлсекс, као најстарије дете Стенлија Двајта (1925–1991) и једино дете Шиле Ајлин (девојачки Харис; 1925–2017), а одгајили су га у Пинеру, у кући која је била државно власништво, родитељи његове мајке. Његови родитељи су се узели 1945, након чега се породица преселила у оближњу полу-одвојену кућу. Он је похађао Пионир Вуд основну школу, Редифордску школу и окружну гимназију у Пинеру, до своје седамнаесте године, кад је напустио школу непосредно пре матуре да би започео каријеру у музичкој индустрији.

## Каријера
Састанак са Бернијем Таупином касних 1960-их одредио је његову каријеру. Елтон Џон је постао заиста признат од стране својих вршњака после турнеје на којој је промовисао свој албум Elton John у САД 1970. године.
Деби албум Елтона Џона је изашао под називом Empty Sky, али је тек са другим албумом, Elton John, издатим 1970. године, стекао светску славу. Goodbye Yellow Brick Road (1973) је његов најпродаванији студијски албум. Највећи хитови са тог албума су Candle in the Wind, Bennie and the Jets и Goodbye Yellow Brick Road. Тај албум он још увек сматра својим највећим достигнућем. Елтон Џон и његова група су потом издали још два албума, Captain Fantastic and the Brown Dirt Cowboy (1975) и Blue Moves (1976).
Током своје 40-годишње каријере Елтон Џон је продао преко 300 милиона албума и 100 милиона синглова.

## Дискографија
Студијски албуми:
- (1969)
- (1970)
- (1970)
- (1971)
- (1972)
- (1973)
- (1974)
- (1975)
- (1975)
- (1976)
- (1978)
- (1979)
- (1980)
- (1981)
- (1982)
- (1983)
- (1984)
- (1985)
- (1986)
- (1988)
- (1989)
- (1992)
- (1995)
- (1997)
- (2001)
- (2004)
- (2006)
- (2013)
- (2016)
- (2021)

Колаборативни албуми:
- (1993)
- (2010)
- (2012)